# 神盾局特工 (第五季)
《神盾局特工》第五季（英語：Agents of S.H.I.E.L.D. Season 5）于2017年12月1日至2018年5月18日間在ABC首播，是根據漫威漫畫中的组织神盾局（國土戰略防禦攻擊與後勤保障局）改編，故事圍繞在探員菲爾·考森（克拉克·格雷格飾演）與其團隊的故事，由喬斯·溫登、傑德·溫登與茉莉莎·譚雀羅蘭開創。

## 製作
ABC于2017年5月11日宣布續訂本季，共22集。並於2018年5月14日宣布續訂第6季。2018年11月17日，在第六季拍摄期间，ABC宣布为与演员尽快签订合约，并节省拍摄成本，本剧续订第七季，第七季将和第六季一同拍摄。
克拉克·格雷格繼續扮演於漫威电影系列中飾演的菲爾·考森角色，溫明娜、汪可盈、伊恩·德·卡斯泰克、伊麗莎白·韓斯翠奇和亨利·西蒙斯等主要演員均回归本季主演陣容。從第三季起擔綱常設演員的娜塔莉亞·科多娃-巴克利，自本季起被提升为主要演员，而曾在第二至三季擔綱主要演員的尼克·布魯德也將回歸本季演出陣容。

## 卡司

### 主要演員
- 克拉克·格雷格 飾演 菲爾·考森
- 溫明娜 飾演 梅琳達·梅
- 汪可盈 飾演 黛西·約翰森／震盪女
- 伊恩·德·卡斯泰克 飾演 里奧波德·「里奧」·費茲
- 伊麗莎白·韓斯翠奇 飾演 潔瑪·西蒙斯
- 亨利·西蒙斯 飾演 艾爾方索·「麥克」·麥肯齊（英语：Al MacKenzie）
- 娜塔莉亞·科多娃-巴克利（英语：Natalia Cordova-Buckley） 飾演 埃琳娜·「溜溜球」·羅德里奎（英语：Yo-Yo Rodriguez）

### 常設演員
- 喬爾·斯托佛（英语：Joel Stoffer） 飾演 伊諾克
- 傑夫·沃德 飾演 迪克
- 伊芙·哈洛（英语：Eve Harlow） 飾演 泰絲
- 普魯特·泰勒·文斯（英语：Pruitt Taylor Vince） 飾演 格里爾
- 多明奈克·雷恩斯（英语：Dominic Rains） 飾演 卡塞爾斯
- 佛羅倫斯·費佛瑞 飾演 瑟娜拉
- 考伊·史都華（英语：Coy Stewart） 飾演 佛林特
- 凱薩琳·丹特（英语：Catherine Dent） 飾演 海爾
- 德芙·卡梅隆 飾演 露比·海爾
- 亞卓安·帕斯達（英语：Adrian Pasdar） 飾演 格蘭·塔伯特（英语：Glenn Talbot）／重力子
- 布萊恩·派屈克·韋德（英语：Brian Patrick Wade） 飾演 卡爾·克瑞爾（英语：Absorbing Man）
- 史賓瑟·崔特·克拉克 飾演 沃納爾·馮·史特拉克
- 蘿拉·格勞蒂尼 飾演 波莉·辛頓
- 布莉亞娜·凡斯克斯 飾演 派珀
- 彼得·曼薩赫 飾演 夸瓦斯
- 查克·麥高恩（英语：Zach McGowan） 飾演 安東·伊凡諾夫／上級
- 麥西米利安·奧辛斯基 飾演 戴維斯

### 客串演員
- 萊亞·吉斯特德（英语：Rya Kihlstedt） 飾演 芭莎
- 麥柯·奧利維耶 飾演 班
- 薩繆爾·羅金 飾演 佛納克
- 尼克·布魯德 飾演 蘭斯·杭特（英语：Lance Hunter）
- 邁克·邁克格拉迪 飾演 山繆·沃斯
- 露絲·奈嘉 飾演 蕾娜
- 大衛·康瑞德 飾演 伊恩·奎恩
- 派屈克·華博頓 飾演 瑞克·史托納
- J·奧格斯特·理查德（英语：J. August Richards） 飾演 麥克·彼德森／死亡戰士
- 瑞德·戴蒙 飾演 丹尼爾·懷特霍（英语：Kraken (character)）
- 克萊格·帕克 飾演 塔瑞恩
- 傑克·布西 飾演 東尼·凱恩

## 集數
| 總集數 | 集數 （季） | 標題                                | 導演                   | 編劇                                        | 首播日期       | 美國收視人數 （百萬） |
| --- | ----------- | ----------------------------------- | ---------------------- | ------------------------------------------- | -------------- | --------------------- |
| 8990 | 12          | 定位 Orientation                    | 傑西·鮑奇克大衛·所羅門 | 傑德·溫登 ＆ 茉莉莎·譚雀羅安DJ·多伊爾       | 2017年12月1日  | 2.54                  |
| 一位叫作伊諾克的不知名外星男子，帶領私人軍隊抓走於餐廳裡等候的考森一行人，唯獨將費茲留下來，將他們一行人靜止後、透過一座白色巨石傳送至一個地點未知的太空站中。眾人於傳送過程中失散，不知他們身在何處，並還在所在房間裏找到一大堆被吸乾的死屍。他們遇見一名男子維吉爾，其知情考森等人的身份以及所有跟神盾局有關的事物，但維吉爾還沒交代完事情就被一隻稱作「蟑螂」的恐怖外星生物殺死。最後一個到達這裡的黛西救下眾人後，他們便將唯一沒過來的費茲視為一線希望，但他們在找出路同時集體被兩名克里人戰士關押起來。被困於另一邊的梅因腿受傷而寸步難行，但她剛好遇見一名戴太空面罩的拾荒者迪克，其在她手腕上強行安裝一個「生物表」（Metrics）。但迪克隨後靠演戲、和克里人打好協商後救出被囚禁的考森等人，黛西立刻去救當時在另一邊備受折磨的麥克和埃琳娜，殺死兩名克里人戰士。考森試圖向迪克問出他們的所在地時，卻從迪克的一系列奇怪說詞中，才發現他們所有人其實靠巨石穿越時空。梅和潔瑪開維吉爾的拖曳宇宙船環繞這座大型太空站，不久後才發現她們已經身在地球軌道上；而完整的地球已經裂解成為一片淒涼地獄。“無家可歸”的他們因對這座深入地球地底的堡壘「燈塔」（The Lighthouse）一無所知便只好跟從迪克，由另一名女居民泰絲的帶領走入燈塔居民聚集的跳蚤市場。考森等人還見識到這裡的「失一命，得一命」之極端政策：受克里人管制且被迫自相殘殺來換取生命或是“還債”。考森、麥克和埃琳娜被迫為一名惡劣粗暴的工頭格里爾工作以融入環境，決定抽時間研究維吉爾死前留下的筆記本。潔瑪因為醫療知識淵博而被帶至下層貴族區見克里人總頭目卡塞爾斯，成為他的傭人之一。黛西獨自會見當時處在框架世界休閒的迪克，卻由他得知她自己就是摧毀地球的始作俑者。 |             |                                     |                        |                                             |                |                       |
| 91 | 3           | 失一命 A Life Spent                 | 凱文·胡克斯            | 諾菈·查克曼 ＆ 莉菈·查克曼                  | 2017年12月8日  | 1.93                  |
| 考森他們每人手中安裝上生物表後日夜不停地為格里爾工作，雖然漸漸融入環境，但很快便對格里爾的粗暴態度難以忍受。而格里爾同樣開始懷疑考森等人的到來，便派遣副手塞夫監視他們。考森決定藉由即將執行的外星採收任務來前往維吉爾筆記本上注明的地球碎石「616號」，但由於塞夫跟著他們前去而使考森的計畫最終暴露。麥克將塞夫打昏關起來後，因拒絕殺生而不同意泰絲打算將塞夫扔進太空的提議。因燃油快耗盡，眾人截取到碎石上的微弱通訊信號後打道回府。埃琳娜用異能幫黛西得到先前獲取的克里人平板電腦，隨後為了幫考森等人解圍，被迫將偷槍之罪行嫁禍給塞夫，最後使塞夫遭舉報後、被放逐至地球表面上被無數只蟑螂殺死。這時，潔瑪奉卡塞爾斯之令，協助一名即將上場作鬥士的年輕女異人艾比學會運用能力，而一位外星貴婦芭莎夫人受邀前來觀摩展覽儀式時。艾比初始時處於下風、但很快學會運用能力而殺死芭莎派來的外星鬥士代表，對此高興的芭莎花大價錢買下艾比，這使潔瑪感到心慌意亂。黛西獨自拿埃琳娜偷給她的平板，決定到上面去拯救潔瑪，她因此不顧迪克的勸阻而執意往上走。為了保護自己的利益，迪克只好對卡塞爾斯舉報她的事情，這使得黛西到上層後直接被克里人放網抓獲，同樣作為作為買賣的異人鬥士之一。 |             |                                     |                        |                                             |                |                       |
| 92 | 4           | 得一命 A Life Earned                | 史丹·布魯克斯          | 德魯·Z·格林伯格                             | 2017年12月15日 | 1.84                  |
| 黛西被卡塞爾斯植入異能抑制器，列入最高規格的異人鬥士競買，黛西結識同是異人的讀心男子班，其為了保護家人而選擇逆來順受。卡塞爾斯急切想知道神盾局從過去穿越至此之預言是否屬實，抓黛西和潔瑪拷問來歷，但班利用他所隱瞞的灌輸想法之異能，讓黛西和潔瑪的說詞一致才讓卡塞爾斯暫時相信她們。班同時探聽到卡塞爾斯達到目的後將會遺棄人類、並摧毀地球的真正目的後，決定不再忍氣吞聲而和黛西合作扳倒克里人勢力。迪克拿到賞金後回去貧民區，但又被考森和梅強迫去調查太空站禁區「35層」，迪克從考森接收到的微弱信號發現當中是他原本早已身亡的父親之聲音後決定合作，但三人闖入35層卻發現內部是克里人哺育異人新生兒的實驗室；迪克還透漏克里人靠藏於食物的元素來控制生育。但梅剛好從實驗記錄上識破迪克出賣黛西的事情，而當卡塞爾斯的副手瑟娜拉趕來時，考森扶持迪克離開，梅決定獨自留下斷後卻被瑟娜拉擊敗並抓獲。麥克和埃琳娜幫格里爾去討債時，發現欠債者岡納是為了要撫養小孩；岡納諷刺麥克的行為不值得擁有孩子時，使麥克差點情緒失控。麥克為此充滿愧疚，考森便將迪克領的賞金幫岡納還債作為補償。後來，卡塞爾斯的競買開始時，當中的一位買家建議立刻開始生死決鬥，而黛西發現該買家的身份竟是費茲。 |             |                                     |                        |                                             |                |                       |
| 93 | 5           | 倒帶 Rewind                         | 傑西·鮑奇克            | 克雷格·提特利                               | 2017年12月22日 | 2.40                  |
| 當考森一行人從餐廳“消失”後，單獨留下的費茲很快就被軍方逮捕至軍方基地「藍鴉嶺」（Blue Raven Ridge），針對行刺塔伯特以及梅斯局长與霍登身亡等等案件進行盤問。關押的六個月期間，費茲得到特殊優待而試圖協助軍方找出考森等人的下落，但始終未果而將面臨終身監禁，直到他所寄出的讀者郵件引起老夥伴蘭斯·杭特注意。杭特協助費茲逃脫基地後開始追查帶走考森等人的廂車，最後找到抓走考森一行人的伊諾克。伊諾克解釋他身為外星種族長生人，將考森等人帶至未來是為實現“預言”，而預言「先知」是已故查爾斯·辛頓的女兒蘿蘋，她如今也轉化成能夠預知未來、透過畫作來表示的異人。由於身後有軍方追蹤，伊諾克啟動帶走考森等人時使用的靜止儀器，將周圍物體靜止半小時後帶著費茲、杭特以及辛頓母女逃到位於安大略湖地底的燈塔基地；當時還未啟用。費茲從蘿蘋得知他被留下是要讓他準備拯救其他人，於是和杭特冒險潛入回藍鴉嶺基地，搶回一架小型冬眠艙以及一系列被軍方扣留的神盾局物品，駕駛和風一號逃離基地。費茲將一部分武器藏入基地通風道，計畫躺入冬眠艙並於74年後的未來喚醒去協助其他人，將蘿蘋和她母親託付給杭特保護後進入休眠。74年後，費茲被伊諾克喚醒，準備著裝進入燈塔太空站。 |             |                                     |                        |                                             |                |                       |
| 94 | 6           | 樂趣與遊戲 Fun & Games              | 克拉克·格雷格          | 布蘭特·佛烈契                               | 2018年1月5日   | 2.49                  |
| 克里守望者準備對燈塔孩子們進行一次未安排的異人轉換儀式，泰絲的好友佛林特成為其中一員。在泰瑞根迷霧中，只有佛林特一人轉換成為異人，埃琳娜不想讓他落入克里人之手，在他脫離石化過程的一瞬間將他迅速轉移至工作室而消失。克里人開始翻遍所有居民樓層尋找他的下落，而泰絲因為被懷疑窩藏他而成為犧牲者之一，遺體還被掛起來示眾。當考森一夥開始思考下一步時，對話不巧被躲在暗處的格里爾聽見，當格里爾準備要上報時，佛林特首次活用他的碎石集中能力砸死格里爾。另一方面，費茲陪銀河系其他有權有勢者聚餐過程中，一而再地塑造自己是一名強大的買家，使他獲得卡塞爾斯的尊敬。眾人觀看的第一場競買是班對決遭抓獲的梅，梅因腿傷被擊敗後被放逐至地球表面，費茲只好安排伊諾克一同上去幫助她。但卡塞爾斯因此得知班對黛西和潔瑪沒有同夥一事撒謊，便命令瑟娜拉處死班。後來，卡塞爾斯的哥哥佛納克卻意外到來加入競買，他提議瑟娜拉和黛西一戰來證明，而卡塞爾斯為了給他父親和哥哥好臉色而只能配合他。在黛西和瑟娜拉的獨鬥裏，黛西成功打敗瑟娜拉，而上方觀看的費茲和潔瑪於同一時間反抗，弄傷卡塞爾斯後一起跳入鬥場裡逃跑。費茲和潔瑪經過多時分離最終團圓後，發誓一切結束後結婚而永不分開。 |             |                                     |                        |                                             |                |                       |
| 95 | 7           | 同在一起或不 Together or Not at All | 布萊德·特納            | 麥特·歐文斯                                 | 2018年1月12日  | 2.31                  |
| 黛西、費茲和潔瑪逃亡過程中，克里人已在各處佈下天羅地網搜捕他們，由於費茲的太空船被毀，她們只能一路而上，但同時瞭解到燈塔的人工重力來自於多年前尋獲的「重力鎓」。佛納克派出他的左右手馬斯頓·達追殺他們，費茲因此中槍受傷，但當時逃出房間、沿著屍體找到他們的迪克，決定洗心革面而協助他們逃回居民區。她們和考森一夥最終在工作室裏團聚，計畫通過拖曳船逃離至地球表面，但當時佛林特得知泰絲等多數人因他而死後，走出去活用能力殺死克里人代表而為泰絲報仇，但同時引發一場爭端使瑟娜拉和馬斯頓發現他們。無路可走之下，迪克為他們提供反重力儀器讓他們逃離至上層，而瑟琳娜於期間受不了馬斯頓裝腔作勢，便趁機操縱鐵球殺死他。眾人準備離開前，佛林特決定留下來拯救其他受苦居民，麥克和埃琳娜也決定和他一起留下。費茲透漏他事先藏好的武器後和其他人開船離開燈塔，但他們降落時因遭遇重力風暴而在地球表面上墜毀。這時，得知部下被殺的佛納克決定收納瑟娜拉為他賣命，但卡塞爾斯卻背後捅刀殺死哥哥，準備靠捉拿黛西回去見父親以領功勞。與此同時，困在地球上無處可去的梅被伊諾克搭救，兩者後來又被另一夥神秘倖存者抓到後帶回棄置多年的和風一號上，梅見到地面倖存者的女長老，發現她是如今年老的蘿蘋·辛頓。 |             |                                     |                        |                                             |                |                       |
| 96 | 8           | 最後一天 The Last Day               | 妮娜·洛佩茲-柯拉多     | 詹姆斯·C·奧利佛 ＆ 莎拉·奧利佛              | 2018年1月19日  | 2.41                  |
| 考森、黛西、費茲、潔瑪和迪克於拖曳船迫降倖存後，跑到和風一號上和梅會合，於飛機中遇見由多數倖存者組成的忠實信徒，當中有迪克父親的老朋友山繆·沃斯，以及她們所信奉的先知蘿蘋。與此同時，在燈塔內部，卡塞爾斯為了逼出反抗者而決定靠殺雞儆猴，通過引所有在第三層活動的蟑螂群通過電梯跑到下層居民區屠殺居民。麥克和埃琳娜獲取費茲交代的武器後，通過請君入甕再往所有蟑螂身上安置齒輪分裂炸彈，使所有蟑螂都化成灰燼。兩人成功救下所有倖存的居民後，他們呼籲所有現在必須團結一心反抗克里人勢力。在和風一號，由於蘿蘋腦中雜亂無章的記憶，使考森等人無法問出世界如何毀滅，費茲和潔瑪試圖取出黛西的抑制器，最後發現強行取出可能會致命。而梅和考森找到信徒所持有的一小塊白色巨石，迪克突然發現那是他父親的遺物，最後才發現以沃斯為首的一些信徒為了防止黛西毀滅世界，決定自作主張殺死她維護未來。如同推論，沃斯等人開始下手，其無法殺死黛西後選擇刺死蘿蘋，考森奪回局勢後將沃斯一夥關起來。蘿蘋臨死之際將面前的梅叫作“媽媽”，供述她自從母親波莉去世後就被梅撫養長大，即便其他人都決定放棄守護她。蘿蘋將拯救世界之方法交代給梅後安詳死去，讓她得知關鍵人物則是跟在麥克和埃琳娜身邊的佛林特。 |             |                                     |                        |                                             |                |                       |
| 97 | 9           | 完美計畫 Best Laid Plans            | 蓋瑞·A·布朗            | 喬治·基特森                                 | 2018年1月26日  | 2.27                  |
| 內鬨結束後，考森等人遭遇持續惡化的重力風暴，將會把和風一號扯個粉碎，沃斯等其他信徒被疏散至地底洞穴躲避。梅供述佛林特能夠利用其控石能力將白色巨石組合完成，讓他們成功回到過去阻止世界毀滅，但黛西開始對自己將會造成的滅頂之災感到恐懼。費茲和潔瑪發現這架和風一號的設計同樣帶有重力鎓，才發現機體升級是由自己所設計。在燈塔，麥克和埃琳娜領隊成功奪下底層居民區，但卡塞爾斯為了讓居民改變心意，將死去的泰絲“復活”後作為信使到他們面前，聲言如不投降將會啟動安置在燈塔氧氣設備的炸彈，讓所有居民統統葬身火海。麥克不想讓居民冒險對抗克里人，但突然想到拿幾顆炸彈攻佔哺育異人的三十五層實驗室，迫使卡塞爾斯拿引爆開關前來談判。通過拖延時間，佛林特和居民們趁機疏散至上層後，將炸彈轉移至人去樓空的底層。隨著炸彈引爆摧毀底層，人類居民成功阻斷克里人的侵略道路，麥克救回泰絲後順便炸毀實驗樣本，讓卡塞爾斯全盤皆輸。考森等人通過重力风暴作為優勢使飛機上升高度，但奉命抓人的瑟娜拉潛入飛機和黛西再次展開搏鬥。迪克利用父親遺留的繩索爪干預後，黛西趁人工重力恢復時用鐵管成功殺死瑟娜拉，飛機脫離大氣層後開始回去燈塔。然而，卡塞爾斯通過他手下的另一位“先知”，預先知道考森一夥要回來的事情。 |             |                                     |                        |                                             |                |                       |
| 98 | 10          | 前世 Past Life                      | 艾瑞克·雷紐維爾        | DJ·多伊爾                                   | 2018年2月2日   | 2.22                  |
| 考森等人返回燈塔內部，僅除伊諾克留在飛機上確保時間穿梭儀器能及時運用，眾人合作將泰絲等所有人類居民救離至拖曳船上遠離，包括被克里人看管的異人與其他囚犯。卡塞爾斯尋獲瑟娜拉的屍體後勃然大怒，用一種能夠給人提供短暫強悍能力的黑色液體「憎惡之液」（Odium）感染他的訓練官泰伊，使他陷入瘋狂而伏擊考森和黛西。他們只能殺死泰伊，但考森逐漸行動不便，身體中央開始出現不尋常的細胞壞死現象而，他選擇對此隱瞞。埃琳娜發現卡塞爾斯的先知其實是未來的她自己，發現她已失去雙手、反抗克里人失敗後被復活無數次。未來埃琳娜透漏她們回到過去後開始慢慢應驗地球毀滅的災難，告誡唯一避免災難的方法是任由當時將死的考森“自然死去”。佛林特在卡塞爾斯的大廳重建白色巨石，卡塞爾斯在麥克面前將未來埃琳娜割喉致死，最後喝下液體和麥克決一死戰。藉由潔瑪的幫助，麥克一斧頭將卡塞爾斯捅穿胸膛殺死，現今埃琳娜也跑來和他團聚。伊諾克獨自堅守陣地時受傷，迪克自告奮勇跑回來修復機器，而伊諾克決定犧牲自己作為供電源，啟動機器炸毀的同時讓迪克也一起消失。白色巨石隨即化為水狀，黛西即便不想回去，考森還是堅持打昏她並強行帶回去。眾神盾局特工集體回到過去，遠處的佛林特與泰絲目睹燈塔炸毀，就此解脫的他們決定合作重塑家園。 |             |                                     |                        |                                             |                |                       |
| 99 | 11          | 回家安逸 All the Comforts of Home   | 凱特·伍德斯            | 德魯·Z·格林伯格                             | 2018年3月2日   | 1.90                  |
| 考森一行人成功回到現代，在當時未啟用的燈塔基地中團聚後，得知這座基地由70年代的神盾局將領瑞克·史托納所建，隨後在收藏庫裡找到封存在內的三塊不同屬性的巨石。負責看守燈塔的另一名長生人諾亞現身介紹他身為伊諾克的朋友，表示他近期觀察到一個神秘訊號正在從地球往外太空發射。考森率隊回和風一號一探究竟，黛西還是懼怕出去而留在燈塔中，但她通過電腦查詢時偶然得知迪克也跟他們一同穿越回現代，在附近小鎮上逗留鬧事而被警察逮捕，於是冒險出去將他帶回燈塔。當考森的隊伍到達訊號指定地點後，發現儀器是之前蜂巢引克里收割者回地球所使用，還在基地中遇到久違的神盾局特工派珀。但派珀後來揭示她跟海爾準將談好條件，確保考森等人會被抓以換取自由，當一夥為海爾賣命的機器士兵沖進來想就地處決他們，這才讓派珀看清現實而決定幫考森等人逃跑。率領敵軍的女刺客拋出環刃本要殺麥克，埃琳娜縱身跑去營救，卻使她的兩隻手臂被當場斬斷，順勢應驗她的未來模樣。眾人取回儀器並緊急將埃琳娜送回燈塔搶救，但訊號儀器運至地庫時突然自爆，諾亞犧牲自己保護身旁的黛西和費茲。身為女刺客的海爾之女露比，解釋任務失敗是因為她著迷的黛西不在現場，海爾因此決定召集異能者為她作戰，當中包括卡爾·克瑞爾。 |             |                                     |                        |                                             |                |                       |
| 100 | 12          | 真正的交易 The Real Deal            | 凱文·譚雀羅安          | 傑德·溫登 ＆ 茉莉莎·譚雀羅安 ＆ 傑佛瑞·貝爾 | 2018年3月9日   | 2.05                  |
| 信號儀器在燈塔地庫發生自爆，造成三塊巨石粉碎並混合形成一個稱作「恐懼維度」的時空裂縫，考森一行人各自心中的恐懼變為立體化現實，出現的有鞭笞、蜂巢、機械替身等等舊敵。費茲雖然靠迪克身上攜帶的重力鎓做出能夠將裂縫暫時封起來的儀器，但急需一名自願者下去啟動儀器，而過程可能會犧牲自願者本身。考森直接自告奮勇要獨自下去，跟不情願他下去的同伴發生爭吵時突然昏倒，眾人由此得知他身上的細胞開始壞死的現象，考森供述這是他先前和幽靈騎士做的交易：燒盡讓他起死回生的GH藥物，造成考森如今隨時可能喪命。眾人茫然無措時，裂縫則持續擴大，考森派遣迪克回地面上處理瑣事並呼叫增援後，獨自全副武裝下去地下室。他來到裂縫口時突然遇見久違的麥克·彼得森，其聲稱考森一直以來所經歷的冒險實為一場夢，真正的他還躺在手術台上生命垂危。但考森最終沒有受假象誘惑，而迪克叫來的彼得森本尊下去支援後，與考森並肩作戰對抗恐懼，最後成功用儀器封住裂縫。危機暫時告終後，眾神盾局特工在燈塔地下的一片人造自然環境中舉辦費茲和潔瑪的婚禮，兩人念完誓詞、交換戒指後終成連理。當時，海爾帶隊到基地旁的小鎮調查黛西出沒蹤跡卻無功而返，但她偶然得知被黛西保釋的迪克，化驗其DNA後發現他其實是費茲和潔瑪的外孫。 |             |                                     |                        |                                             |                |                       |
| 101 | 13          | 原則號 Principia                    | 布萊德·特納            | 克雷格·提特利                               | 2018年3月16日  | 2.07                  |
| 費茲表示急需更多重力鎓來維持裂縫封閉，考森於是率隊尋找「原則號」：一艘賽博科技企業名下的運輸船，其在運送先前被伊恩·奎恩奪走的大型重力鎓渡海途中於雷暴中神秘失蹤。為了尋找前賽博科技職員，考森等人找上一向負責幫人建立新身份的東尼·凱恩，其曾經是麥克的神盾局學院室友，通過他提供的幾個前職員，一直沒問出船的所在地。由於裂縫元素開始逐漸擴散，迪克一度看見他的死去母親現身，後來他突然間意識到原則號可能被閃電打中，讓整艘船受電磁重力影響而浮在空中。如同推論，隊伍成功找到浮在大氣層中的原則號，進入後發現大部分重力鎓已被奪走，只留下一小部分來維持艦船浮在空中。麥克取回重力鎓後，眾人對抗海爾留在船裏的四名機械士兵，最後還是在船墜落下去之前集體逃回和風一號。眾人滿載而歸後，麥克將其中一名損壞的機械兵拖回來，為斷臂的埃琳娜提供機械手臂。當時，迪克無意間聽見潔瑪說出和他已故母親所說的同一句忠言後，驚訝地得知她和費茲是自己的祖父母。另一方面，海爾持續召集她的異能者軍團人手時，還召來關在精神病院的沃納·馮·史特拉克，其之前被神盾局挖掘過記憶後增強他的認知能力與精神不穩定現象。沃納本不願意加入她的陣營，但後來跟他的兒時玩伴露比相處過後，才勉強答應留下來。 |             |                                     |                        |                                             |                |                       |
| 102 | 14          | 心魔 The Devil Complex              | 妮娜·洛佩茲-柯拉多     | 麥特·歐文斯                                 | 2018年3月23日  | 2.07                  |
| 由於恐懼維度即將再次打開，加上無法將剛獲取的重力鎓放置入新儀器，費茲開始陷入焦躁、徹夜不眠地思考解決方案，而在框架世界中的的邪惡費茲則以恐懼化身的方式出現在他面前。兩個費茲以這場危機的解決方案發生爭論，而邪惡費茲則先下手為強，重啟從原則號上帶回來的機械士兵襲擊醫療站的麥克和埃琳娜，並抓走獨身在地下的黛西去做手術，打算取出她頭部上的抑制器來恢復其異能，以此來解決面對的重力鎓問題。當潔瑪跑過來時，發現手術臺旁只有費茲本尊，才發現邪惡費茲其實是費茲自己因為困惑解決眼下問題而投射出的“心魔化身”。即使在黛西的懇求之下，費茲還是決定繼續實施，為黛西取出抑制器、讓她用震波將重力鎓和新儀器合成，成功將維度徹底封閉起來。但費茲於事後無法面對自己的失控，將自己關入牢房繼續思考，迪克安慰潔瑪過程中，對她坦露自己是他們倆外孫的事情。與此同時，考森等其他人在外抓到海爾，得知她的目的其實是想通過她自己的方式來解決世界危機。伊凡諾夫和克瑞爾現身表示他們和海爾的合作關係，考森被迫將海爾放離時也答應和她一起走，好調查清楚海爾的真實內幕。海爾在一間地點未知的黑暗房間會面她的幕後上級，其為她提供一杯克里人的憎惡之夜、以及道出「九頭蛇萬歲」之名言。 |             |                                     |                        |                                             |                |                       |
| 103 | 15          | 甦醒時刻 Rise and Shine             | 傑西·鮑奇克            | 艾登·巴格達奇                               | 2018年3月30日  | 1.88                  |
| 1990年，少女時期的海爾於藍鴉嶺基地的九頭蛇秘密學院中以第一名成績畢業，除了跟她同期畢業的賈斯伯·西德維爾和沃夫岡·馮·史特拉克被分派到各個地點服務以外，她被丹尼爾·懷特霍分配到美國空軍臥底，同時被選中執行人工受精而懷上女兒露比作為九頭蛇的未來領袖。如今，塔伯特雖然從昏迷中清醒，但因喪失情緒控制而導致其家人全部遠離他。海爾將他移送至藍鴉嶺基地後，試圖通過她掌有的一部九頭蛇於紐約戰役後、從齊塔瑞外星船上尋獲的通訊裝置說服塔伯特一起合作，但由於塔伯特寧死不屈，海爾只好將他抓去折磨並囚禁長達半年。半年後的現在，考森被海爾帶回藍鴉嶺基地，海爾現身後對他揭露九頭蛇曾經通過該通訊裝置，與一個由銀河系各個外星種族之領袖組成的「銀河聯盟」（Confederacy）進行接觸，而她目前在招兵買馬和聯盟抗衡；海爾還供述其女兒露比本身為能夠增強人體之「粒子注入艙」的候選人，但她認為黛西是更好的人選。考森為此意識到黛西一旦實施可能進而會導致未來慘況，試圖警告海爾卻不被她相信。與此同時，黛西作為神盾局代理局長，全力搜索考森下落以外，還對“傷害”到她的費茲懷有敵意，但她偶然從費茲的話中想到靠目前年幼的蘿蘋·辛頓來逆轉局勢。潔瑪前去探望費茲過程中，對他揭露迪克是他們外孫的事情。 |             |                                     |                        |                                             |                |                       |
| 104 | 16          | 心聲 Inside Voices                  | 莎莉·李察森-魏特菲德   | 馬克·萊納                                   | 2018年4月6日   | 2.08                  |
| 海爾持續尋找粒子注入艙的過程中，意圖用克瑞爾作為先行實驗對象，對此不滿的露比懷疑克瑞爾會霸佔她夢想的一切，於是和沃納密謀並尋找更多答案。當克瑞爾和重力鎓短暫進行身體接觸後，腦中開始浮現富蘭克林·霍爾的記憶以及其對考森的憎恨，克瑞爾去找考森對峙時得知塔伯特也被拘禁於此後，才暫時跟考森合作解救出塔伯特。露比受令抓捕他們時打算借機殺死克瑞爾，在克瑞爾留下和她打鬥時，考森和塔伯特靠聯盟轉移儀器逃亡至一座雪山地區。與此同時，黛西和梅找到隱居在外的波莉和蘿蘋母女倆，但蘿蘋因為已經預見到她於未來的死亡而完全封閉自己、一字不提，直到她遇見她未來的“媽媽”梅後才敞開心扉，為她們用圖畫提供考森和塔伯特於雪山的所在位置。在燈塔，潔瑪受費茲影響而打算打破規則行事，由於麥克遵從黛西而不放出費茲，她只好找上如今裝上機械手臂的埃琳娜來合作。潔瑪上演一場“喝毒藥”的戲碼逼迫麥克打開費茲的牢房門，埃琳娜第一時間將麥克推入牢房裏。潔瑪表示她沒喝下毒藥就足以證明她們三人會活到未來，陪費茲和埃琳娜搭機去尋找九頭蛇所隱藏的和重力鎓有關的武器。不為人知的是，在四年前，伊恩·奎恩和蕾娜帶著重力鎓逃出賽博科技企業不久，蕾娜其實打開重力鎓讓奎恩一人被其吞噬進去，才讓他銷聲匿跡到至今。 |             |                                     |                        |                                             |                |                       |
| 105 | 17          | 蜜月之行 The Honeymoon              | 蓋瑞·A·布朗            | 詹姆斯·C·奧利佛 ＆ 莎拉·奧利佛              | 2018年4月13日  | 1.82                  |
| 露比為了讓母親改變對她的看法，獨自通過轉移儀器來到考森和塔伯特所在的雪山地區並追上他們，所幸黛西帶人及時趕來將他們救走。黛西獨自對抗夢想能擊敗她的露比，留下來支援她的迪克卻因此中槍傷，讓她們搭機撤回燈塔。傷勢嚴重的迪克因為性命不保，麥克和派珀合作進行緊急治療才使迪克穩定，而迪克在神志不清的情況下說出他其實喜歡黛西。不僅如此，梅對考森的自殺性魯莽舉動也同樣感到生氣，並首次對考森說出她愛著他。費茲、潔瑪和埃琳娜通過吉迪恩·馬利克生前交代的情報，遠去英格蘭的一座九頭蛇棄置工廠，在裏面發現由伊凡諾夫等機械士兵看守的粒子注入艙。他們本決定將一切炸毀來制止未來發生，但伊凡諾夫帶領幾名機械士兵趕來，埃琳娜因為機器手臂不適合高速奔跑而無法使用異能，費茲和潔瑪只好留下來掩護埃琳娜出去求救。當埃琳娜奮力打敗守在門口的伊凡諾夫，使他墜樓並摔破頭致死後，所有被伊凡諾夫遠程操縱機械士兵全部斷線。而這時，露比決定自行處事而將海爾關進自己房間後，陪沃納來到工廠裏立即使用注入艙，但因為費茲已經摧毀最重要的零件，他們挾持費茲和潔瑪將其修復。另一方面，黛西同意讓塔伯特打電話為其家人報平安，但當時塔伯特妻子剛好被海爾的副手挾持，並從電話裏對塔伯特念出九頭蛇洗腦口令。 |             |                                     |                        |                                             |                |                       |
| 106 | 18          | 條條大路…… All Roads Lead...        | 珍妮佛·林區            | 喬治·基特森                                 | 2018年4月20日  | 1.67                  |
| 海爾從克瑞爾口中得知困於重力鎓裡的霍爾和奎恩，意識到女兒在玩火自焚。這時，黛西和梅剛好攻入她的基地，海爾帶頭對黛西和梅投降后，希望她們能協助自己去拯救露比。另一邊，費茲和潔瑪修零件時想盡辦法拖延時間，但露比開始用嚴刑來強制他們修復完重要零件後，不聽勸阻並迫不及待地進入注入艙，開始將重力鎓注入她的身體裡。但她僅僅注入8%的量就開始感到痛苦萬分，導致沃納被迫停止程序將她帶出來。沃納剛上前關切她，露比雖然如願以償獲得強大能力，卻突然間失控殺死眼前的沃納，並也開始被霍爾和奎恩的記憶擾亂大腦。黛西伴隨海爾趕來將其他人撤離出去時，合作打算說服露比冷靜下來，但埃琳娜趕回來支援時認為露比就是毀滅世界的元兇，加上為了報斷臂之仇而跑過去用露比自己的環刃將她割喉殺死。露比的屍體開始浮在空中并釋放出所有殘餘的重力鎓後，讓海爾趁機逃離現場。在燈塔，塔伯特受洗腦口令影響，遵從指令勒昏波莉後打算帶走蘿蘋，直到考森和麥克發現他的行蹤後盡力說服他住手。塔伯特因為不忍心傷害小孩而放走蘿蘋，但也準備舉槍自盡以償還任務失敗，考森想辦法拖延時間才將他打昏制服。因喪女而悲痛萬分的海爾為了向神盾局尋仇，用傳送裝置回去找聯盟，並對領袖之一的夸瓦斯透漏神盾局目前掌有他想要得到的重力鎓。 |             |                                     |                        |                                             |                |                       |
| 107 | 19          | 方案二 Option Two                   | 凱文·譚雀羅安          | 諾菈·查克曼 ＆ 莉菈·查克曼                  | 2018年4月27日  | 1.68                  |
| 神盾局將剩餘的重力鎓和注入艙帶回燈塔後，因為針對埃琳娜殺死露比的殘忍舉動而內杠四起，一心想改變未來的埃琳娜，始終認為她殺生是正確之舉。但不久，、塔伯特受操縱時曾經用主電腦洩漏出燈塔所在方位，夸瓦斯駕駛大型外星艦船停在燈塔正上方準備發動圍攻，考森跟隨史托納將軍的影像指令，讓整座燈塔啟動預防核戰爭的長達十五年之全面封鎖程序。但即便如此，夸瓦斯派遣的雷默斯星人軍團通過傳送裝置轉移至燈塔內部，其種族所擁有的操縱黑暗及夜視能力，開始屠殺多數神盾局特工來取回重力鎓。由於無處可逃，考森只能領軍堅守防線、背水一戰，埃琳娜放出塔伯特後守護潔瑪所在的實驗室，但塔伯特突然間趁機弄昏潔瑪，自行走入注入艙裡往自己身上注入剩餘92%的重力鎓。一瞬間，獲得重力操縱能力的塔伯特走出艙裡，協助考森等人殺死所有雷默斯星人後，開通上方天花板並將考森一人帶往上空。這段期間，黛西在不知情燈塔攻防戰的情況下，首先找回東尼·凱恩將克瑞爾與波莉和蘿蘋母女倆安頓好後，同時受梅之令詢問他更多關於死亡戰士計劃的內幕。凱恩提供蓋瑞特死前遺留且僅有的一個蜈蚣技術以外，還稱該技術需要一個“自愈成份”才能有效，使黛西來到墓地裡開始挖掘她已故母親嘉穎的墳墓。 |             |                                     |                        |                                             |                |                       |
| 108 | 20          | 救世主 The One Who Will Save Us All | 雀莉·吉爾哈特          | 布蘭特·佛烈契                               | 2018年5月4日   | 1.65                  |
| 塔伯特協同著考森搭上聯盟星艦，原本讓夸瓦斯感到不滿，但塔伯特展示他剛獲得的強大重力操縱之能力並殺死一個士兵後，才讓夸瓦斯帶頭跪地投降。在考森的提議下，塔伯特跟隨夸瓦斯會見他在內的聯盟六大領袖，由於沒人肯讓人類加入聯盟，塔伯特殺死其中一位領袖後獲得當中的克里人領袖塔瑞恩之尊敬，其身為卡塞爾斯的父親。塔瑞恩告知說地球另一處正在遭受泰坦霸王薩諾斯等黨羽的大舉入侵，因此提議塔伯特去尋找並吸收藏於地表下的未開發之重力鎓，增強力量而有能力和薩諾斯對抗。塔伯特回去後告知此事，考森由於在未來和卡塞爾斯的多次交涉，奉勸塔伯特不要相信塔瑞恩，他和海爾無法勸說塔伯特後只能乖乖配合。在燈塔，麥克抓獲一名服用憎惡之液的雷默斯人，目睹牠因藥物致死後讓潔瑪解剖屍體調查。黛西將母親嘉穎的遺體帶回來作為蜈蚣技術的缺失元素，但她因為重要時刻不在而和埃琳娜發生衝突，直到梅制止後讓黛西一同搭上裝載人工引力的和風一號靠近夸瓦斯的星艦。塔伯特靠重力挾持考森迫使梅和黛西棄械投降，海爾試圖用洗腦口令降服塔伯特，卻再無作用而被塔伯特以身體粉碎方式下殺死。黛西的震波也無法對抗塔伯特，她被塔伯特打昏後抓去獻給塔瑞恩作為禮物，其準備將黛西帶回克里人家鄉。 |             |                                     |                        |                                             |                |                       |
| 109 | 21          | 重力 The Force of Gravity           | 凱文·譚雀羅安          | 德魯·Z·格林伯格 ＆ 克雷格·提特利            | 2018年5月11日  | 1.94                  |
| 黛西被以精神控制的方式在聯盟會面地點跟塔瑞恩會談，因為受頭部抑制器影響而無法使用能力，黛西最後拒絕跟隨塔瑞恩後突破抑制器並在現實清醒，救出考森、梅和獨自前來營救的迪克。考森和梅互相表示愛意後兵分兩路，黛西帶考森回和風一號上撤離，梅帶著接觸過外星數字的迪克到駕駛室，改寫星艦導彈系統將目標設為船體本身。梅和迪克打敗夸瓦斯和牠的軍團後，兩人在導彈發射並飛回來擊毀星艦的一瞬間用傳送裝置回去燈塔，讓夸瓦斯在太空葬身火海。另一方面，塔伯特搶走昆式戰機到達克瑞爾住的醫院，假借幫助他清走腦子裡的聲音後用重力鎓將他吞噬進去，隨後回家想辦法跟妻子卡拉和兒子喬治修補關係。由於麥克和埃琳娜這時追過來拘捕他，塔伯特在兒子心中的英雄形象瞬間崩塌，並在精神惡化之下決定實施往地底抽取更多重力鎓的計劃。塔伯特逃跑後綁架波莉和蘿蘋母女，認為蘿蘋能預測未來便足以能預測重力鎓位置。神盾局全員回到燈塔時，考森因為受傷流血不止造成細胞壞死現象惡化而不支倒地，黛西緊急將他送回燈塔醫療站穩定狀況；潔瑪雖然想到靠蜈蚣技術注入嘉穎DNA的自愈元素來挽救考森一命，還發現可以注入他們得到的憎惡之液來阻止並殺死塔伯特。但由於蜈蚣技術只僅剩這一個，眾人瞬間面臨艱難抉擇：讓考森死去改變未來，或是讓考森活命應驗未來。 |             |                                     |                        |                                             |                |                       |
| 110 | 22          | 終結 The End                        | 傑德·溫登              | 傑德·溫登 ＆ 茉莉莎·譚雀羅安                | 2018年5月18日  | 1.88                  |
| 神盾局對於是否拯救考森性命再次引發爭議，不惜一切想挽救考森的梅，自行摔碎攻克塔伯特所用的憎惡之液。迪克在燈塔裡幫忙堆積若引發末日所需的物資時，建議黛西靠聯合隊伍來解決紛爭。塔伯特脅迫蘿蘋說出重力鎓蘊藏地點後，驅動星艦來到芝加哥大肆破壞，開始往地底抽取重力鎓。麥克在探員們的贊成下成為新局長，領導隊伍分頭行動疏散城市市民，和梅與費茲挺進撞入大樓的星艦救出蘿蘋和波莉。未注射蜈蚣血清勉強行動的考森，提醒黛西若無法勸降塔伯特就不要留手，黛西便走出昆式戰機，來到市中心跟塔伯特交戰。回程途中，考森一度呼吸停止，埃琳娜不再被恐懼驅使而施行心肺復甦將考森救活。一意孤行的塔伯特開始吞噬黛西，黛西注意到考森偷塞給她的血清，做出艱難抉擇而自己注射血清增強力量，用震波將塔伯特擊至太空中凍死。費茲受地震波及而被壓在瓦礫堆裡，梅和麥克將他挖出時發現他腹部傷勢太過嚴重，束手無策的他們只能陪在費茲身邊直到他斷氣。眾神盾局特工雖然慶幸他們成功拯救世界並逆轉未來，同時也緬懷犧牲性命的費茲，但潔瑪想到原始時間線的費茲當時仍然沉睡在太空中等待被喚醒，因此在夥伴陪同下決定盡全力找到他，歡迎他來到這座新世界。來日不多的考森在朋友們舉杯送別下退休，並由梅伴其左右，來到真正的大溪地安享最後的日子。 |             |                                     |                        |                                             |                |                       |

## 收視
| 總集數 | 集數 | 標題             | 播出日期       | 收視／份額 （18–49歲） | 收視 （百萬） | DVR （18–49歲） | DVR收視 （百萬） | 加總 （18–49歲） | 總收視 （百萬） |
| ------ | ---- | ---------------- | -------------- | ---------------------- | ------------- | --------------- | ---------------- | ---------------- | --------------- |
| 89     | 1    | 定位（）         | 2017年12月1日  | 0.7/3                  | 2.54          | 0.6             | 1.72             | 1.3              | 4.27            |
| 90     | 2    | 定位（）         | 2017年12月1日  | 0.7/3                  | 2.54          | 0.6             | 1.72             | 1.3              | 4.27            |
| 91     | 3    | 失一命（A Life Spent）       | 2017年12月8日  | 0.5/2                  | 1.93          | 0.7             | 1.68             | 1.2              | 3.61            |
| 92     | 4    | 得一命（A Life Earned）       | 2017年12月15日 | 0.5/2                  | 1.84          | TBD             | TBD              | TBD              | TBD             |
| 93     | 5    | 倒帶（Rewind）         | 2017年12月22日 | 0.6/3                  | 2.40          | TBD             | TBD              | TBD              | TBD             |
| 94     | 6    | 樂趣與遊戲（Fun & Games）   | 2018年1月5日   | 0.7/3                  | 2.49          | TBD             | TBD              | TBD              | TBD             |
| 95     | 7    | 同在一起或不（Together or Not at All） | 2018年1月12日  | 0.6/3                  | 2.31          | 0.7             | 1.75             | 1.3              | 4.07            |
| 96     | 8    | 最後一天（The Last Day）     | 2018年1月19日  | 0.6/3                  | 2.41          | 0.8             | 1.82             | 1.4              | 4.23            |
| 97     | 9    | 完美計畫（Best Laid Plans）     | 2018年1月26日  | 0.6/3                  | 2.27          | 0.6             | 1.72             | 1.2              | 4.00            |
| 98     | 10   | 前世（Past Life）         | 2018年2月2日   | 0.6/3                  | 2.22          | 0.6             | 1.74             | 1.2              | 3.96            |
| 99     | 11   | 回家安逸（All the Comforts of Home）     | 2018年3月2日   | 0.5/2                  | 1.90          | 0.7             | 1.68             | 1.2              | 3.58            |
| 100    | 12   | 真正的交易（The Real Deal）   | 2018年3月9日   | 0.5/2                  | 2.05          | 0.7             | 1.72             | 1.2              | 3.78            |
| 101    | 13   | 原則號（Principia）       | 2018年3月16日  | 0.5/2                  | 2.07          | 0.6             | 1.58             | 1.1              | 3.65            |
| 102    | 14   | 心魔化身（The Devil Complex）     | 2018年3月23日  | 0.5/2                  | 2.07          | 0.7             | 1.63             | 1.2              | 3.70            |
| 103    | 15   | 甦醒時刻（Rise and Shine）     | 2018年3月30日  | 0.5/2                  | 1.88          | 0.6             | 1.61             | 1.1              | 3.49            |
| 104    | 16   | 心声（Inside Voices）         | 2018年4月6日   | 0.6/3                  | 2.08          | 0.6             | 1.59             | 1.2              | 3.67            |
| 105    | 17   | 蜜月之行（The Honeymoon）     | 2018年4月13日  | 0.4/2                  | 1.82          | 0.5             | 1.29             | 0.9              | 3.10            |
| 106    | 18   | 條條大路……（All Roads Lead...）   | 2018年4月20日  | 0.4/2                  | 1.67          | 0.6             | 1.49             | 1.0              | 3.16            |
| 107    | 19   | 方案二（Option Two）       | 2018年4月27日  | 0.4/2                  | 1.68          | 0.6             | 1.49             | 1.0              | 3.17            |
| 108    | 20   | 救世主（The One Who Will Save Us All）       | 2018年5月4日   | 0.4/2                  | 1.65          | TBD             | TBD              | TBD              | TBD             |
| 109    | 21   | 重力（The Force of Gravity）         | 2018年5月11日  | 0.5/2                  | 1.94          | 0.6             | 1.49             | 1.1              | 3.43            |
| 110    | 22   | 終結（The End）         | 2018年5月18日  | 0.5/2                  | 1.88          | TBD             | TBD              | TBD              | TBD             |
| 平均   | 平均 | 平均             | 平均           | 0.5                    | 2.08          | 0.7             | 1.62             | 1.2              | 3.70            |

## 外部連結
- 官方网站（英文）
- 《《神盾局特工》》各集列表 来自互联网电影数据库
- 製作公司官方網站 （页面存档备份，存于）（英文）